# Ludwigsvorstadt-Isarvorstadt

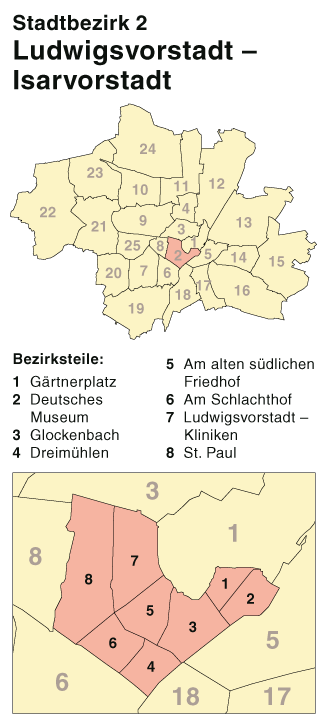
Bezirksteile

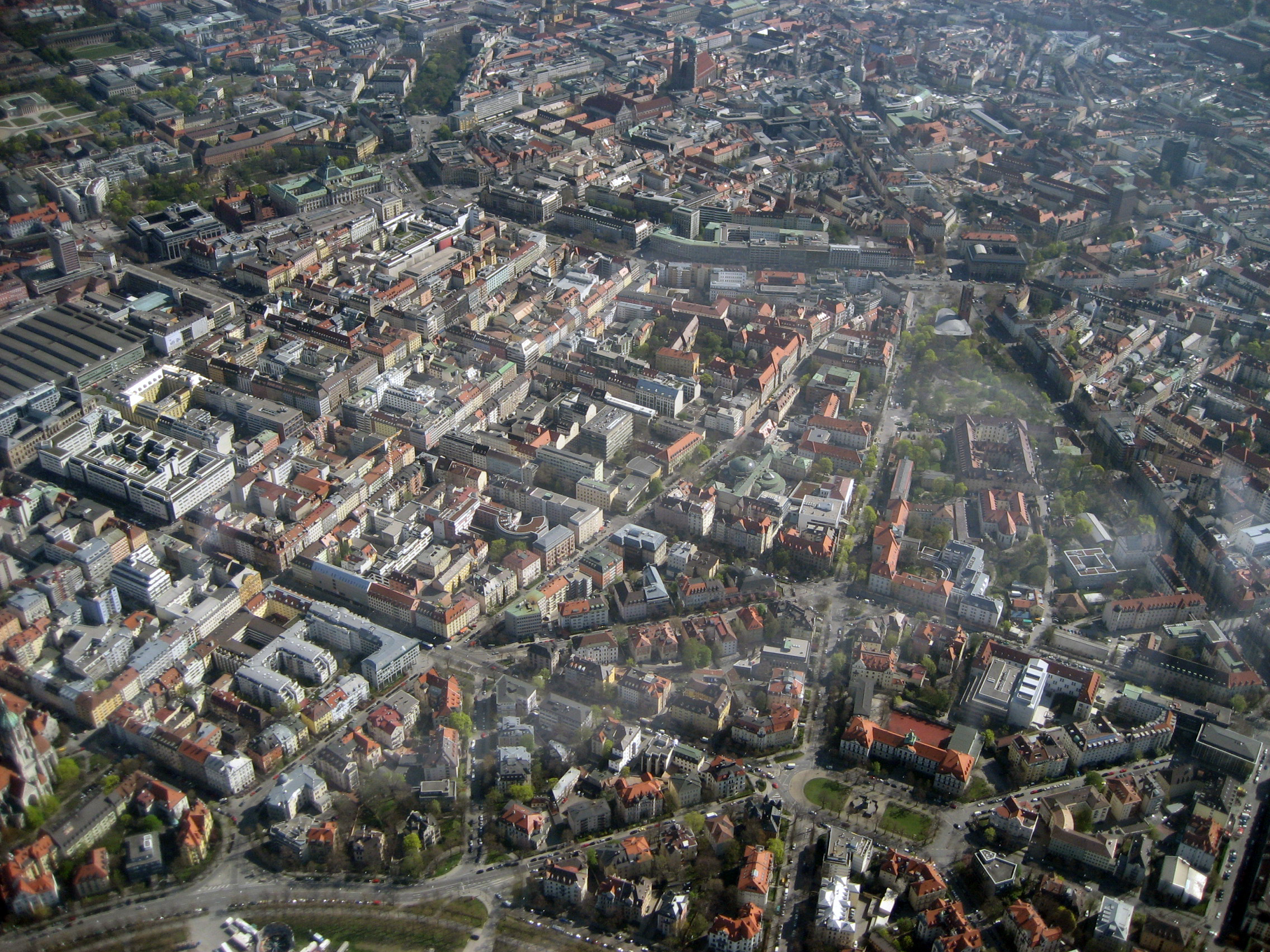
Luftbild der Ludwigsvorstadt (links der Hauptbahnhof, Mitte oben die Sonnenstraße und rechts die Lindwurmstraße)

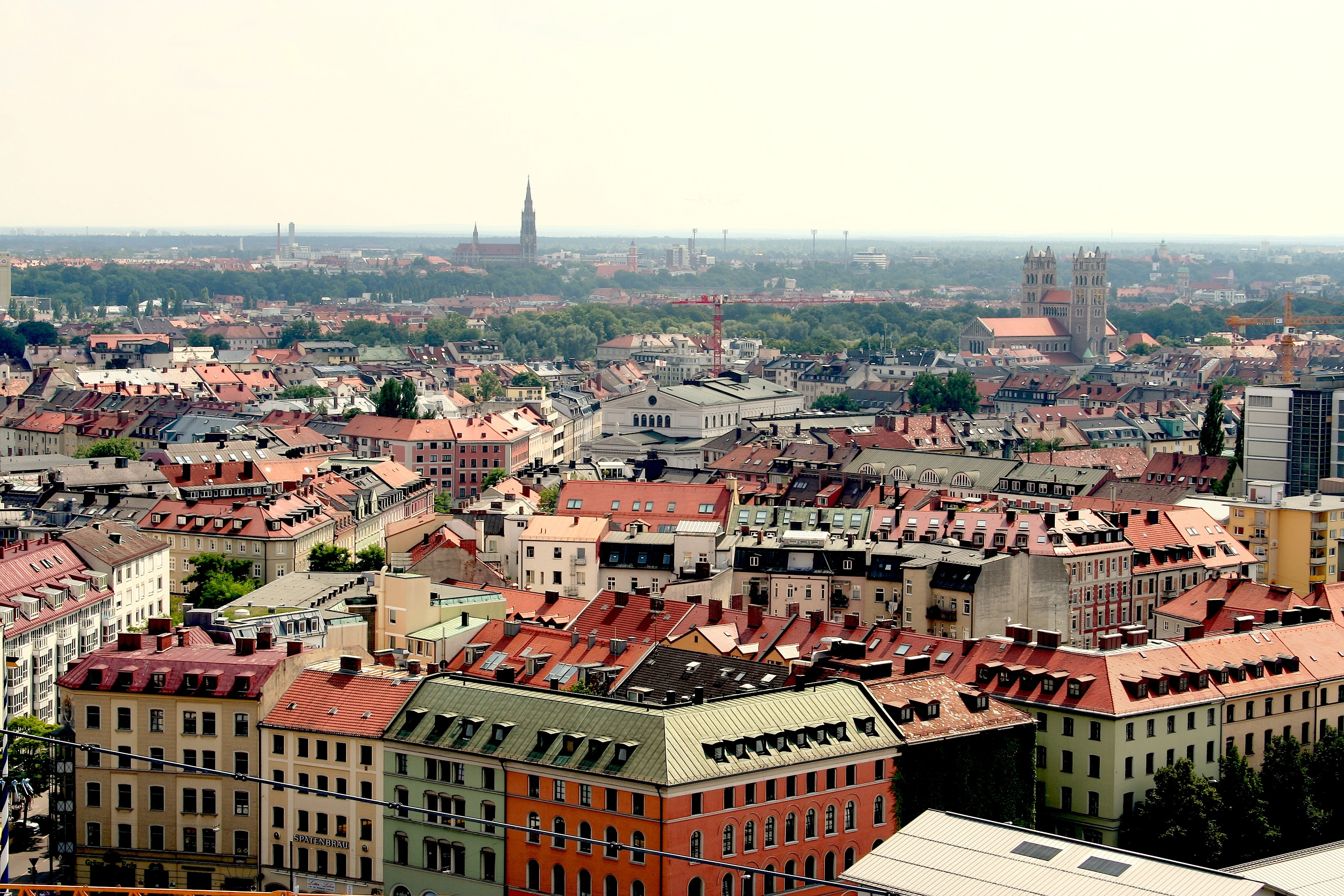
Ein Blick auf das Gärtnerplatzviertel in der Isarvorstadt

Ludwigsvorstadt-Isarvorstadt ist der Stadtbezirk 2 der bayerischen Landeshauptstadt München.
Der Stadtbezirk setzt sich aus den Stadtteilen Ludwigsvorstadt und Isarvorstadt zusammen.

## Lage
Der Stadtbezirk entstand 1992 aus der Zusammenlegung der Ludwigsvorstadt südwestlich des Stadtzentrums mit den drei Isarvorstadtbezirken Isarvorstadt/Schlachthofviertel, Isarvorstadt/Glockenbachviertel und Isarvorstadt/Deutsches Museum südöstlich davon und umfasst den südlichen Teil der Altstadt wie eine Spange. Mit dem Grüngürtel entlang der Isar, dem Alten Südlichen Friedhof und der Theresienwiese umfasst der Bezirk bedeutende Freiflächen und Grünanteile im südlichen Innenstadtbereich.
Die Grenzen des Stadtbezirks bilden von Nord bis Ost der Straßenzug Arnulf-, Sonnen-, Müller-, Rumford- und Zweibrückenstraße, im Südosten die Isar, im Südwesten die Bahnstrecke München–Rosenheim und im Westen die Theresienhöhe und die Hackerbrücke. Die Grenze zwischen den beiden Stadtteilen Ludwigsvorstadt und Isarvorstadt verläuft entlang der Lindwurmstraße. Da diese eine Fortsetzung der Sendlinger Straße ist, die in der Altstadt die Grenze zwischen Hacken- und Angerviertel bildet, wurde die Ludwigsvorstadt ursprünglich äußeres Hackenviertel und die Isarvorstadt äußeres Angerviertel genannt. Auch der Südteil der Museumsinsel (südlich der Ludwigsbrücke) gehört zur Isarvorstadt.
Nachbarbezirke sind die Maxvorstadt (Stadtbezirk 3) im Norden, Altstadt-Lehel (Stadtbezirk 1) im Nordosten, jenseits der Isar Au-Haidhausen (Stadtbezirk 5) im Osten und Untergiesing-Harlaching (Stadtbezirk 18) im Südosten, Sendling (Stadtbezirk 6) im Süden und die Schwanthalerhöhe (Stadtbezirk 8) im Westen.

## Geschichte und heutige Struktur
Der Stadtbezirk wird von Gründerzeitvierteln geprägt. Die Strukturen und Funktionen sind von der Entwicklungsgeschichte beeinflusst und je nach Viertel sehr unterschiedlich: Das Bahnhofsviertel um den Hauptbahnhof wurde im Zweiten Weltkrieg durch Luftangriffe der Alliierten großteils zerstört und nach dem Krieg mit Wohn- und Geschäftshäusern wieder aufgebaut. Neben vielen Groß- und Einzelhändlern sind im Umfeld des Bahnhofs zahlreiche Hotels und Gaststätten, Sexshops, Computer- und Elektronikläden und internationale Imbissläden zu finden. Die Straßenszenerie ist stark von Einwanderern, vor allem aus der Türkei, geprägt. Im Wiesenviertel mit der Theresienwiese als Oktoberfestveranstaltungsort, das in der Mitte des 19. Jahrhunderts als repräsentatives Villen- und Mietshausviertel konzipiert worden war, überwiegt heute der Büroraum. Markantestes Bauwerk ist die neugotische Paulskirche. Östlich des Wiesenviertels liegt das Klinikviertel, das durch die Bauten der Innenstadtkliniken der Ludwig-Maximilians-Universität geprägt wird. Bahnhofs- und Klinikviertel werden durch die Schillerstraße verbunden.
Noch 1819 zählte die Isarvorstadt nur 2.300 Einwohner und umfasste 183 Häuser und 19 staatliche oder städtische Gebäude. Wegen der zahlreichen Bäche lebten hier vor allem Müller, Gärtner, Milchmänner, Wäscher, Bleicher, Zimmerleute, Floßmeister, Pferdehändler und Tagelöhner in häufig ärmlichen Behausungen. In der heutigen Palmstraße (damals Pechwinkel) lebten die Pechsieder der Stadt. Zwischen Baum- und Auenstraße befand sich das alte Brech- und Pesthaus für Schwerkranke zwischen zwei Stadtbächen gelegen. Ein weiteres Brechhaus befand sich an der heutigen Erhardtstraße. Anfang des 18. Jahrhunderts zog die Bayerische Armee in die Isarvorstadt ein. An der Nordseite der Zweibrückenstraße befand sich der Galgen der Bayerischen Militärjustiz. An der Müllerstraße wurde 1775 ein Militärlazarett errichtet. Auf der heutigen Museumsinsel (damals Kohleninsel) entstand die Kurfürstliche Isarkaserne. Auf der gegenüberliegenden Isarseite errichtete König Maximilian I. 1811 die Schwere-Reiter-Kaserne. König Maximilian II. ließ 1854 in der Kohlstraße auf dem Gelände der heutigen Patentämter eine Reitschule errichten. Weiter entstanden in der Isarvorstadt drei Pulvermühlen und in der Geyerstraße mehrere Artilleriewerkstätten. Daneben gab es aber auch zahlreiche Gärten wie den Herzog-Alberti-Lustgarten, den Claude-Clair-Garten, den Buttermelchgarten und den Wollgarten. Außerdem einige Stadtschlösschen wie das des Hofchirurgs Dominikus Geyer am Pesenbach, das Ruffinischlössl, das Jagdschlössl in der Fraunhoferstraße und das Leopoldschössl an der Blumenstraße. Während der gründerzeitlichen Stadterweiterung entstanden Schlachthof-, Dreimühlen-, Glockenbach- und Gärtnerplatzviertel als Mietshaus- und Gewerbeviertel. Mit dem Schlacht- und Viehhof und den Leder- und Textilbetrieben kamen zahlreiche Juden vor allem aus Galizien und die Isarvorstadt wurde zum Münchner Judenviertel. Daneben etablierten sich zahlreiche Bordelle. In der Weimarer Republik nahm hier die NSDAP ihren Aufstieg. Im Zweiten Weltkrieg wurde die industriereiche Isarvorstadt Ziel der alliierten Bombenangriffe. 226 Gebäude und 3.135 Wohnungen wurden zerstört.
Die verbliebenen Mietgebäude aus der Gründerzeit weisen auch heute noch einen sehr hohen, größtenteils gepflegten Altbaubestand auf. Durch die Ausweitung des Citybereichs und Umnutzungen aufgegebener Industrie- und Gewerbeflächen wandelte sich die traditionelle Gewerbestruktur des Bezirks und der Dienstleistungssektor konnte sich als maßgeblicher Arbeitsplatzanbieter in diesen Vierteln etablieren. Noch immer von großer wirtschaftlicher Bedeutung für München ist der Schlachthof München mit dem Fleischgroßmarkt und den zahlreichen Groß- und Einzelhandelsbetrieben des Metzgerhandwerks und des Zulieferbereichs.
Durch Modernisierung und Sanierung älterer Wohngebäude und den einhergehenden starken Anstieg des Mietniveaus sowie durch die Errichtung von Eigentumswohnungen auf früheren Gewerbeflächen ist die Sozialstruktur in einzelnen Bezirksteilen in Veränderung begriffen (siehe auch Gentrifizierung). Am deutlichsten ist dieser Prozess in den früheren Wohnquartieren der „einfachen Leute“ im Glockenbach- und Schlachthofviertel sichtbar. In weiten Teilen des Glockenbach- und Gärtnerplatzviertels trifft man mittlerweile fast ausschließlich Bewohner mit hohem Einkommen an. Beide Stadtteile zählen heutzutage zu den teuersten der Stadt. Der Umbau des ehemaligen Arbeitsamts durch Designer Philippe Starck und des unmittelbar angrenzenden ehemaligen AOK-Gebäudes zum Isar-Stadtpalais werden als besondere Beispiele für Gentrifizierung in München angeführt. Das Heizkraftwerk an der Müllerstraße wurde zum Luxuswohnobjekt The Seven umgebaut, welches beim Erstbezug 2014 mit die teuersten Wohnungen der Stadt beinhaltete.
Des Weiteren gelten beide Viertel als Zentren der Schwulenszene. Im Gegensatz zu der Wandlung im Glockenbach- und Gärtnerplatzviertel weisen andere Teile des Stadtbezirks eine relativ hohe Zahl von Arbeitslosen und Sozialhilfeempfängern und einen über dem Stadtdurchschnitt liegenden Ausländeranteil auf.

## Bedeutende Plätze und Bauwerke
- Auf der Museumsinsel in der Isar liegt das Deutsche Museum.
- Gegenüber der Museumsinsel und des Deutschen Museums liegen sowohl das Deutsche Patentamt als auch das Hauptgebäude des Europäischen Patentamts.
- Am Sankt-Pauls-Platz steht die röm.-kath. Kirche St. Paul eine eindrucksvolle neogotische Basilika nach Vorbild der rheinischen Gotik.
- Zwischen Thalkirchner Straße und Pestalozzistraße liegt der Alte Südliche Friedhof, der nicht mehr als Friedhof genutzt wird und unter Denkmal- und Naturschutz steht.
- Zwischen Landwehrstraße, Schwanthalerstraße und Sonnenstraße steht das im Stil des Neobarock gehaltene Deutsche Theater München.
- Das Münchner Gewerkschaftshaus an der Schwanthalerstraße ist das Haus, in dem die meisten Münchner Einzelgewerkschaften sowie der DGB München ihren Sitz haben. Das Gebäude von 1949 wurde 2020 abgerissen, es wird an selber Stelle neu errichtet. Der DGB ist in der Zwischenzeit in Berg am Laim.
- Das Staatstheater am Gärtnerplatz wurde 1865 in der Isarvorstadt eröffnet.
- In der Hermann-Schmid-Straße steht ein Mahnmal, das an den Standort des ehemaligen Israelitischen Kranken- und Schwesternheims erinnert.
- Die römisch-katholische Kirche St. Maximilian steht am Isarufer und wird oft auch als „Notre Dame“ von München bezeichnet.
- St. Elisabeth ist eine röm.-kath. Kirche des späten Rokoko direkt neben der Augenklinik in der Mathildenstrasse.
- St. Andreas ist der erste röm.-kath. Kirchenneubau nach dem Zweiten Weltkrieg in der Zenettistraße.
- St. Anton ist eine neuromanische röm.-kath. Basilika in der Kapuzinerstraße.
- St. Matthäus am Sendlinger-Tor-Platz, genannt auch Matthäuskirche, ist evangelische Bischofskirche und Nachfolger des 1938 abgebrochenen nachklassizistischen ersten evangelischen Kirchenbaus St. Matthäus in der Sonnenstrasse.
- Die Theresienwiese ist ein Platz beziehungsweise eine Sonderfreifläche mit 42 Hektar, auf der viele Veranstaltungen stattfinden, unter anderem das weltweit bekannte Oktoberfest.
- Der Hauptbahnhof ist ein wichtiger nationaler und internationaler Eisenbahnknoten mit den meisten Bahnsteiggleisen in Deutschland (32 Gleise).
- Sendlinger-Tor-Platz ist ein zentraler Platz mit historischem Stadttor und ein Verkehrsknotenpunkt mit U-Bahn, Straßenbahn und Bus.
- Stachus oder Karlsplatz ist ein zentraler Platz mit historischem Stadttor (Karlstor) und ein Verkehrsknotenpunkt mit S- und U-Bahn, Straßenbahn und Bus.
- Isartorplatz ist ein zentraler Platz mit historischem Stadttor und ein Verkehrsknotenpunkt mit S- und U-Bahn, Straßenbahn und Bus.
- Die Bayerpost in ein Neurenaissance-Bau von 1896 (heute ein Luxushotel).
- Der Mathäser zwischen Stachus und Hauptbahnhof war jahrhundertelang ein beliebter Bierausschank und 1918 eine Zeit lang Hauptquartier der Münchner Räterepublik. Er wurde nach starken Schäden im Zweiten Weltkrieg zu einer regelrechten „Bierstadt“ mit 16 Gaststätten und einem der größten Kinos Deutschlands umgebaut und beherbergt seit dem Neubau (1999–2003) ein modernes Multiplex-Kinocenter mit 14 Sälen und mehreren Bars und Geschäften sowie Räumlichkeiten für Büros und Arztpraxen.

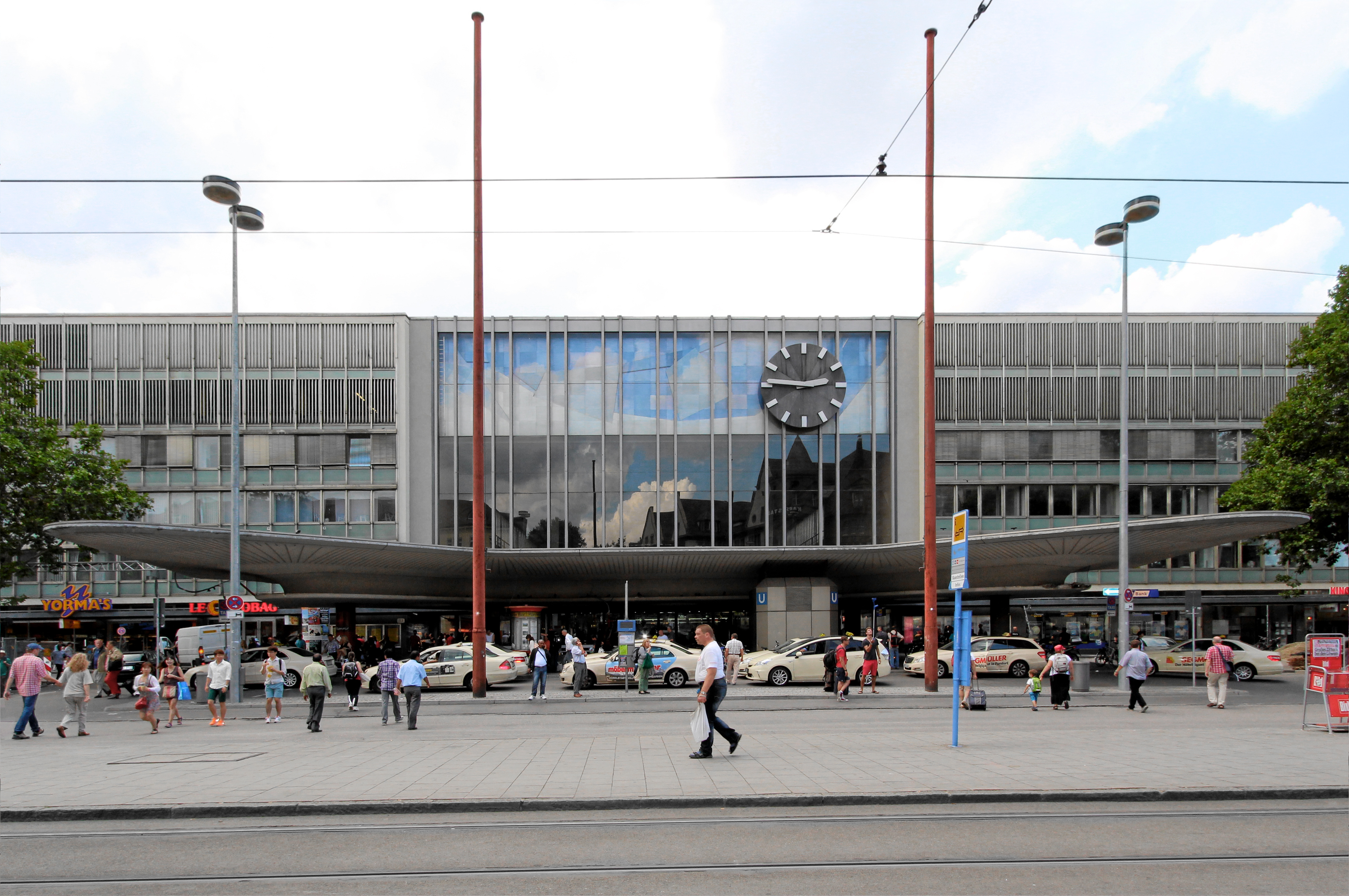
Hauptbahnhof (seit 2019 im Umbau)
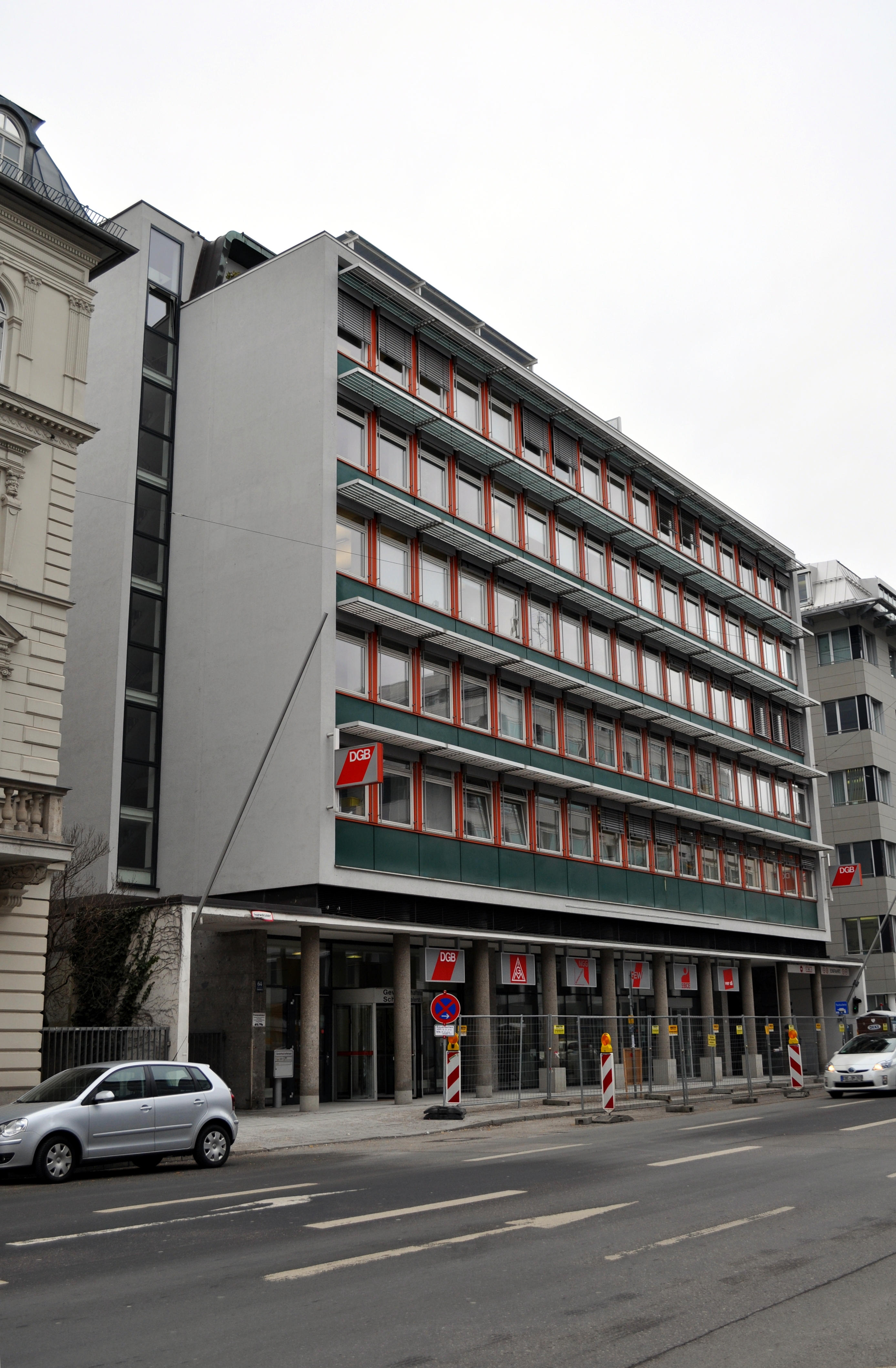
Münchner Gewerkschaftshaus
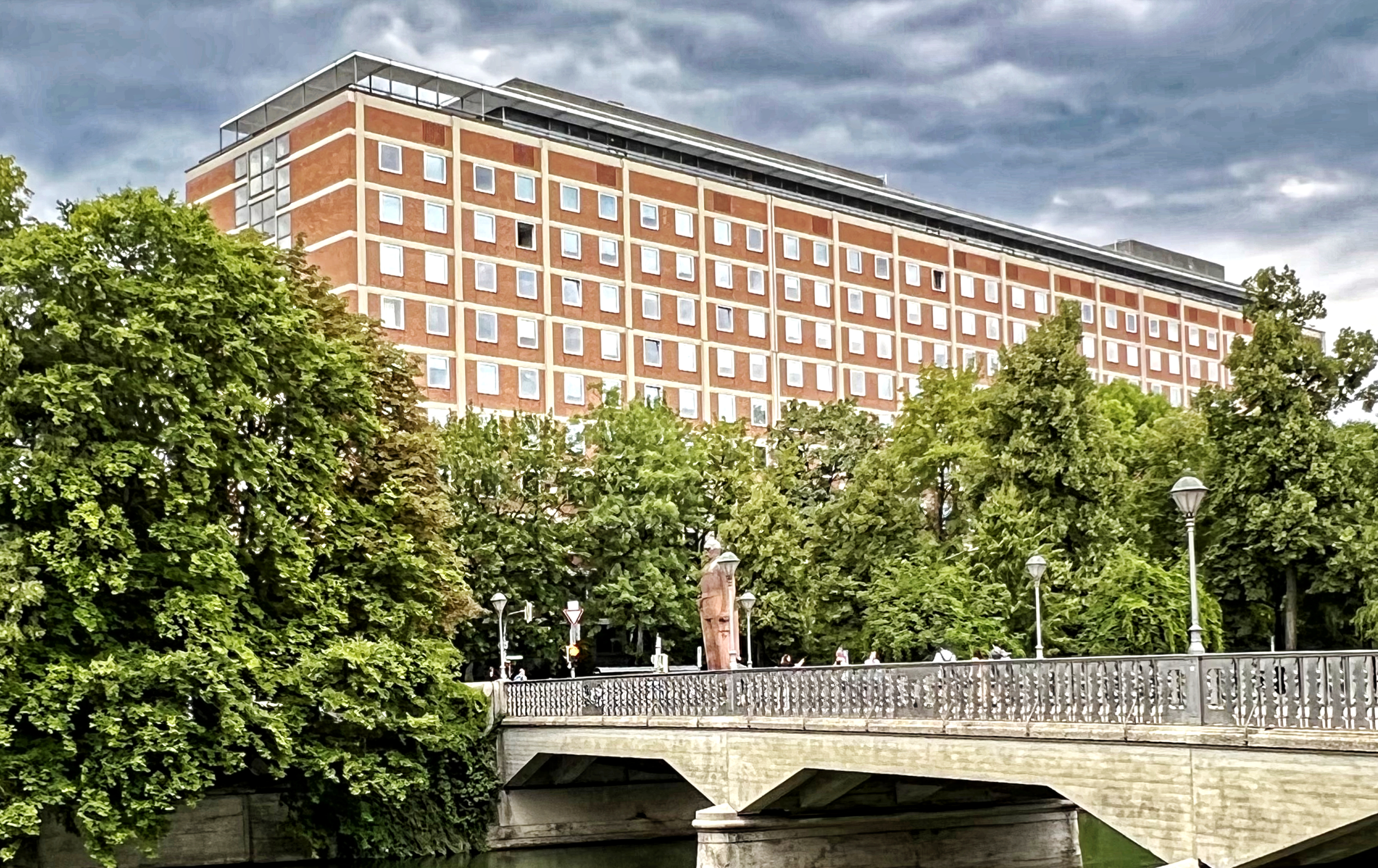
Deutsches Patent- und Markenamt
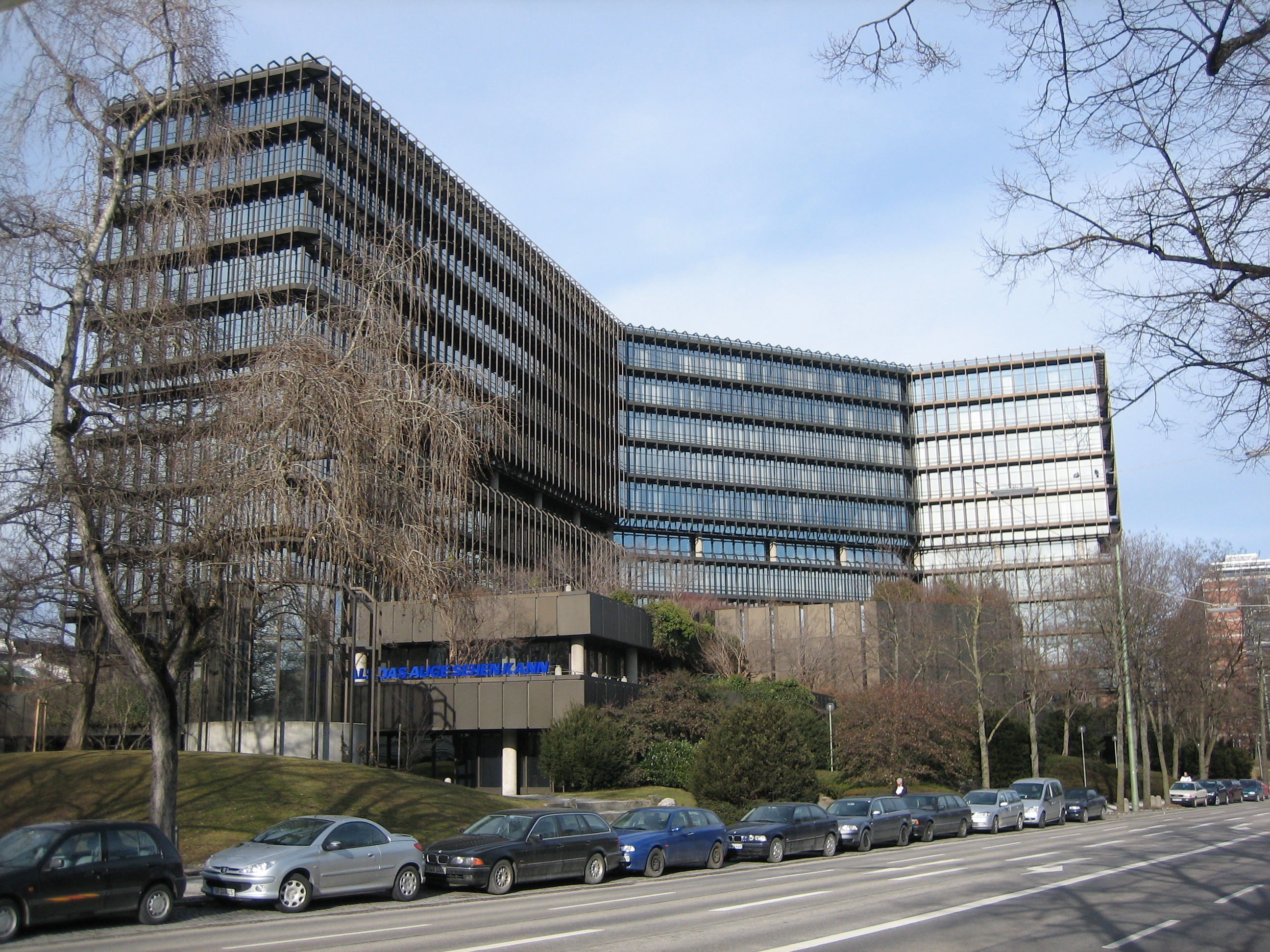
Hauptgebäude des Europäischen Patentamts
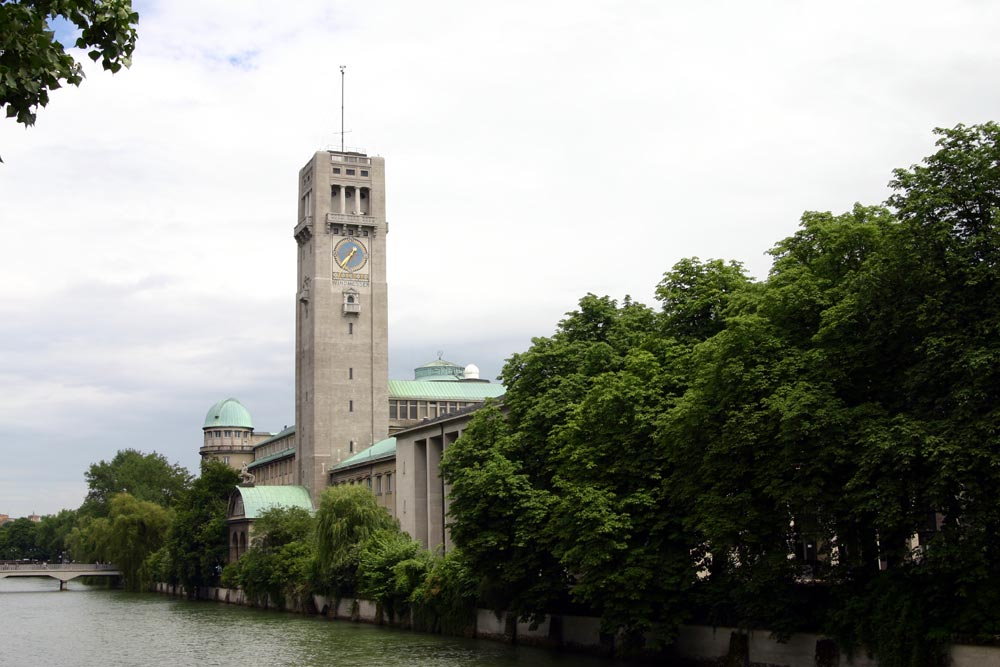
Deutsches Museum
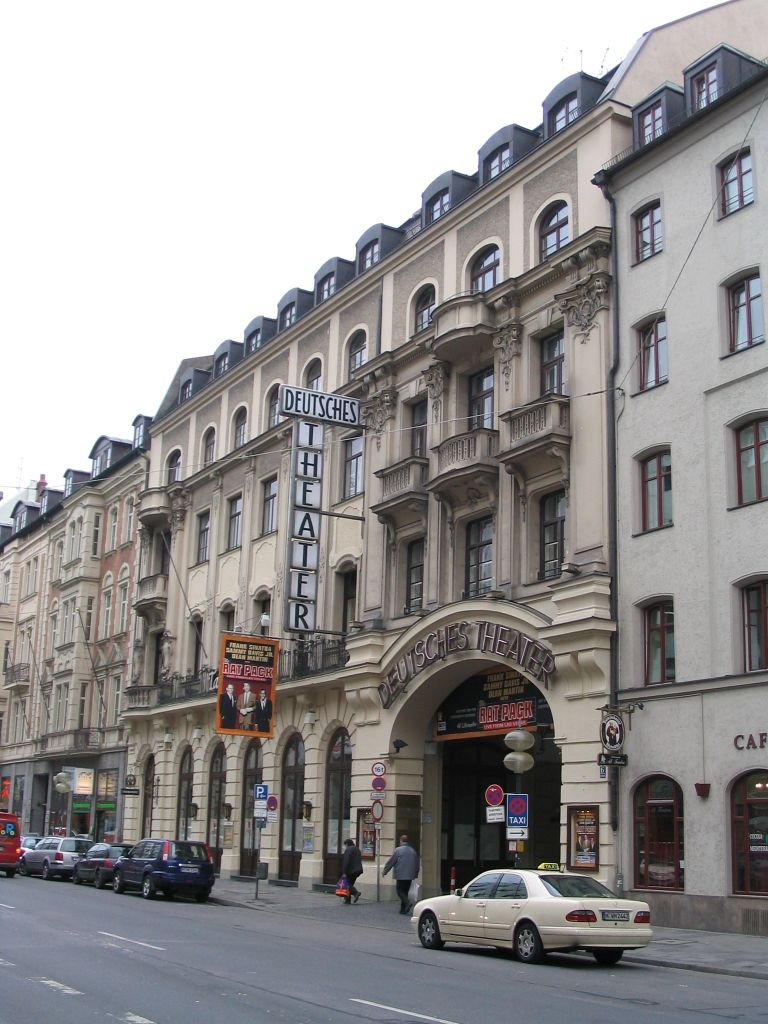
Deutsches Theater München
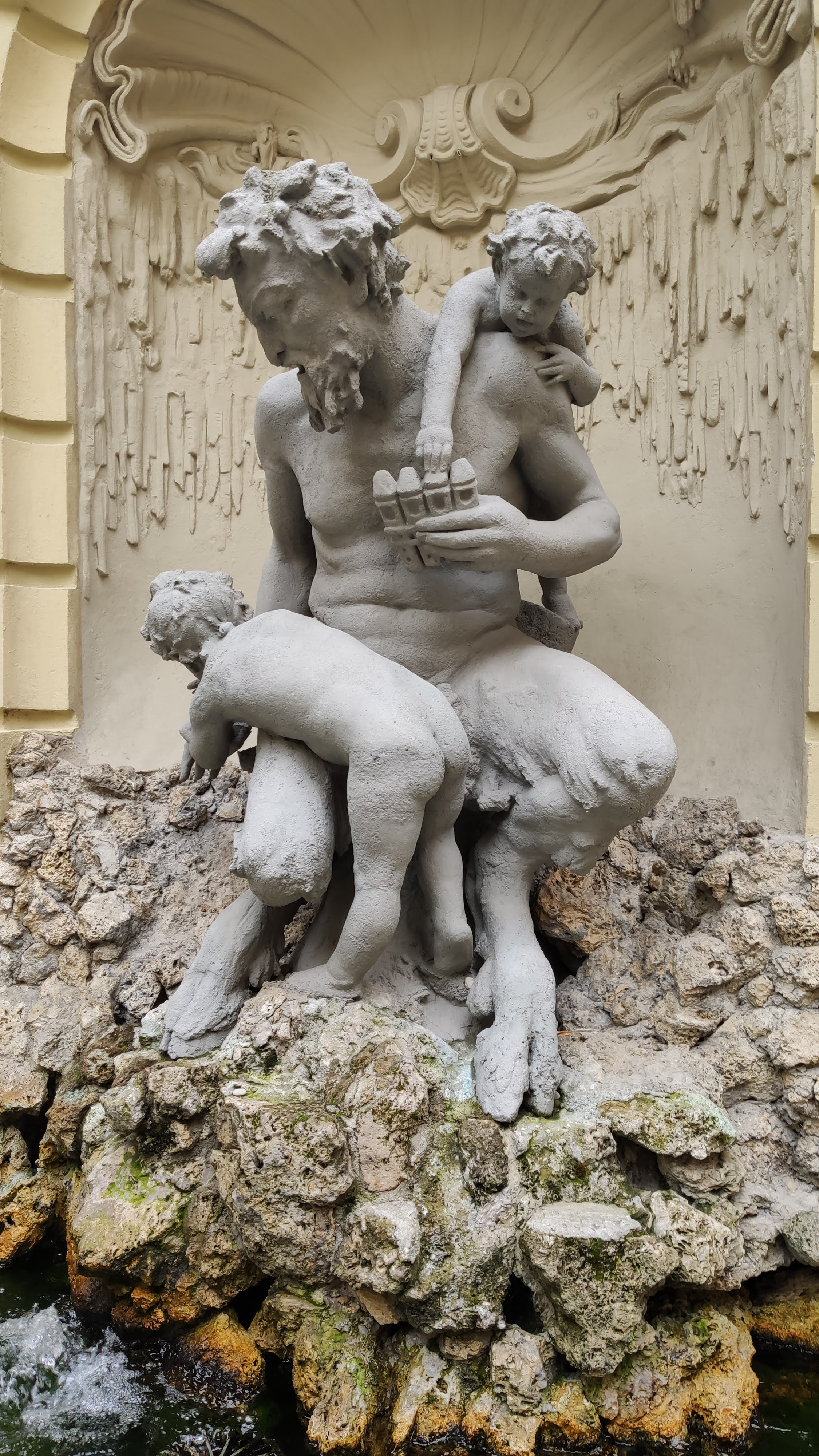
Faunbrunnen im Hof des Deutschen Theaters
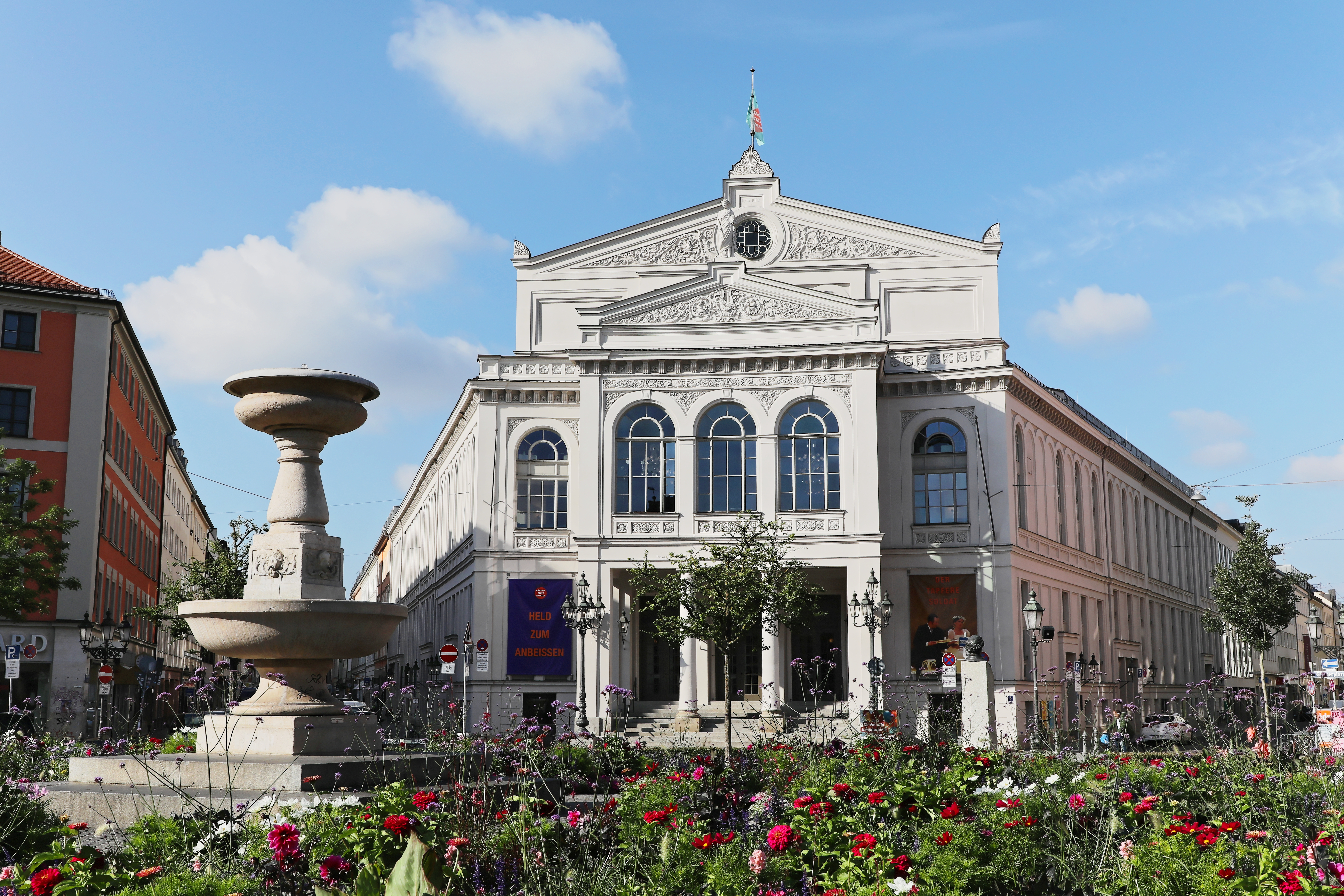
Staatstheater am Gärtnerplatz
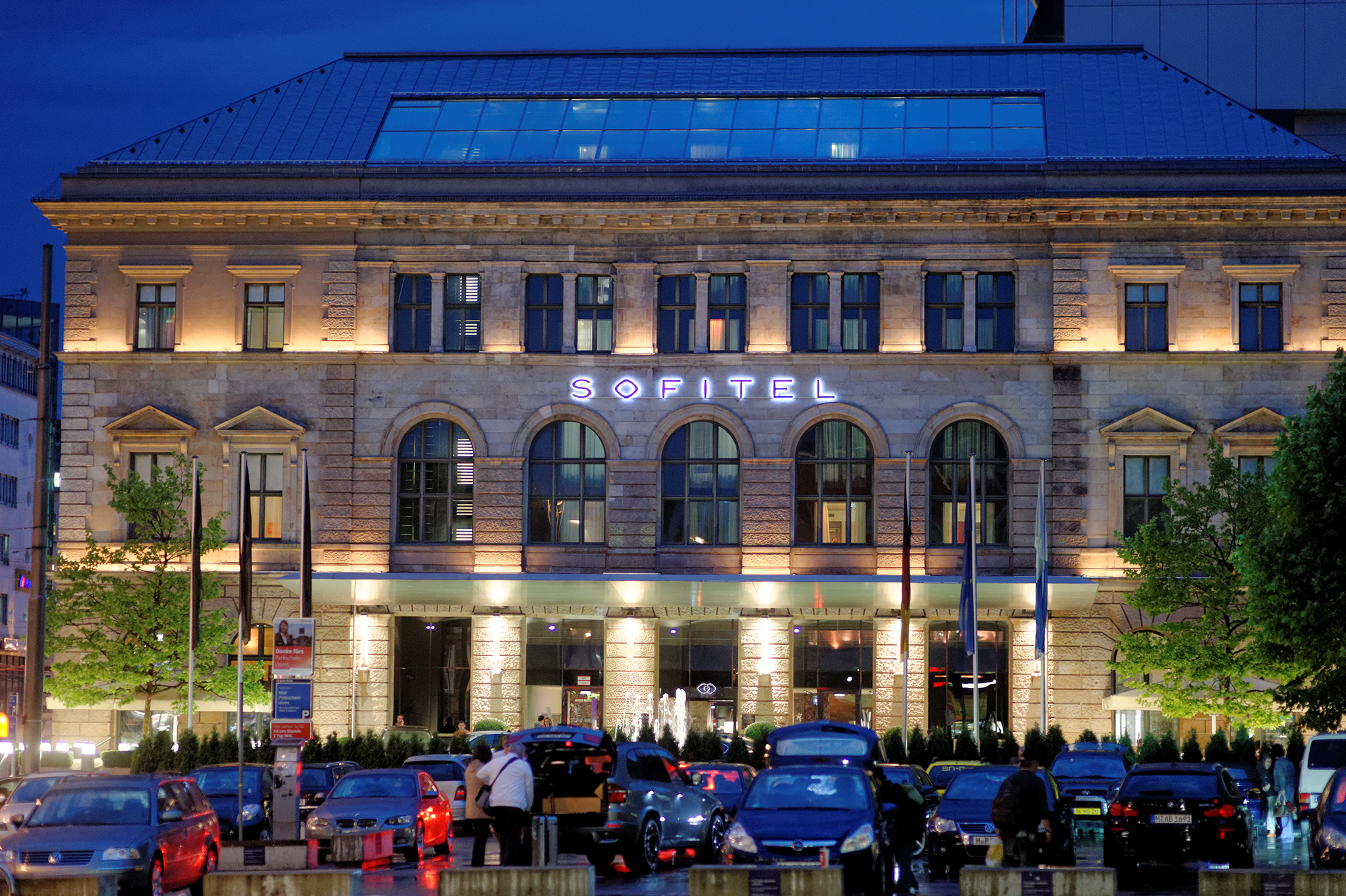
Hotel in der ehem. Bayerpost in der Bayerstraße
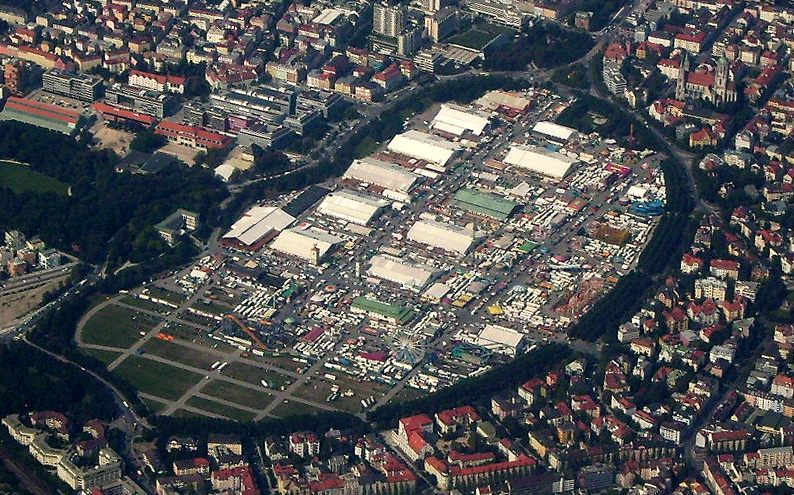
Theresienwiese einen Tag vor der Eröffnung des Oktoberfests 2006
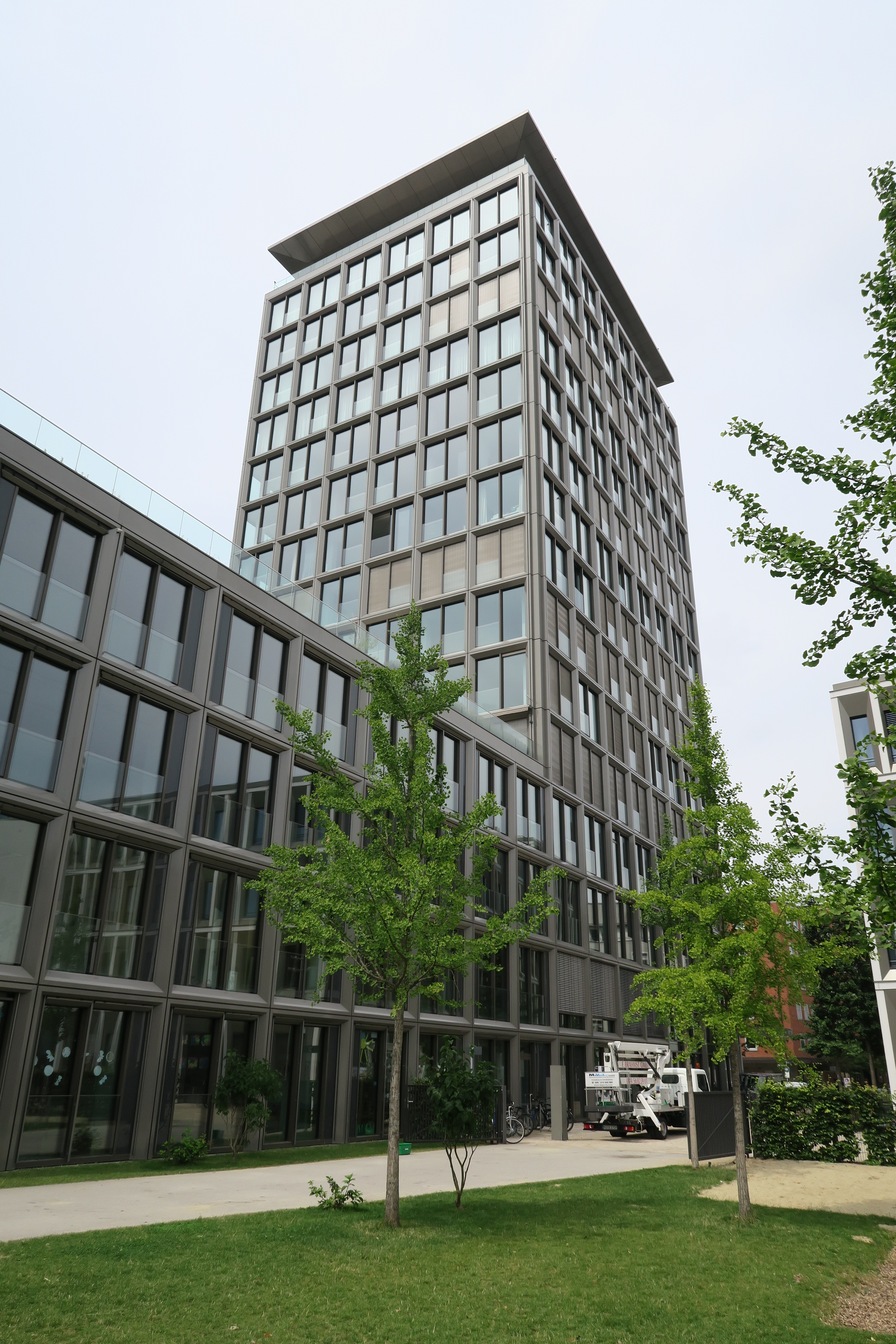
„The Seven“ an der Müllerstraße
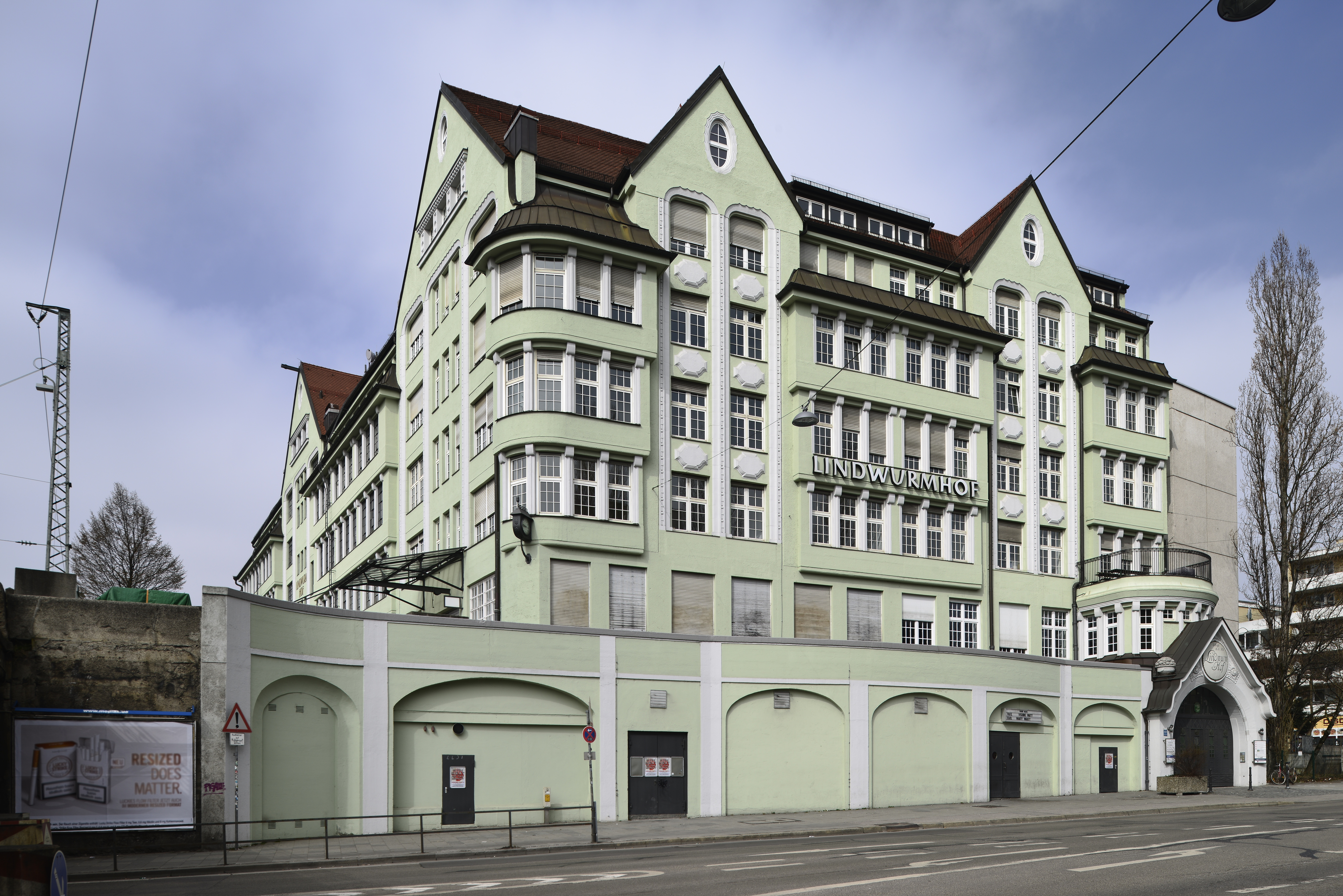
Lindwurmhof in der Lindwurmstraße 88
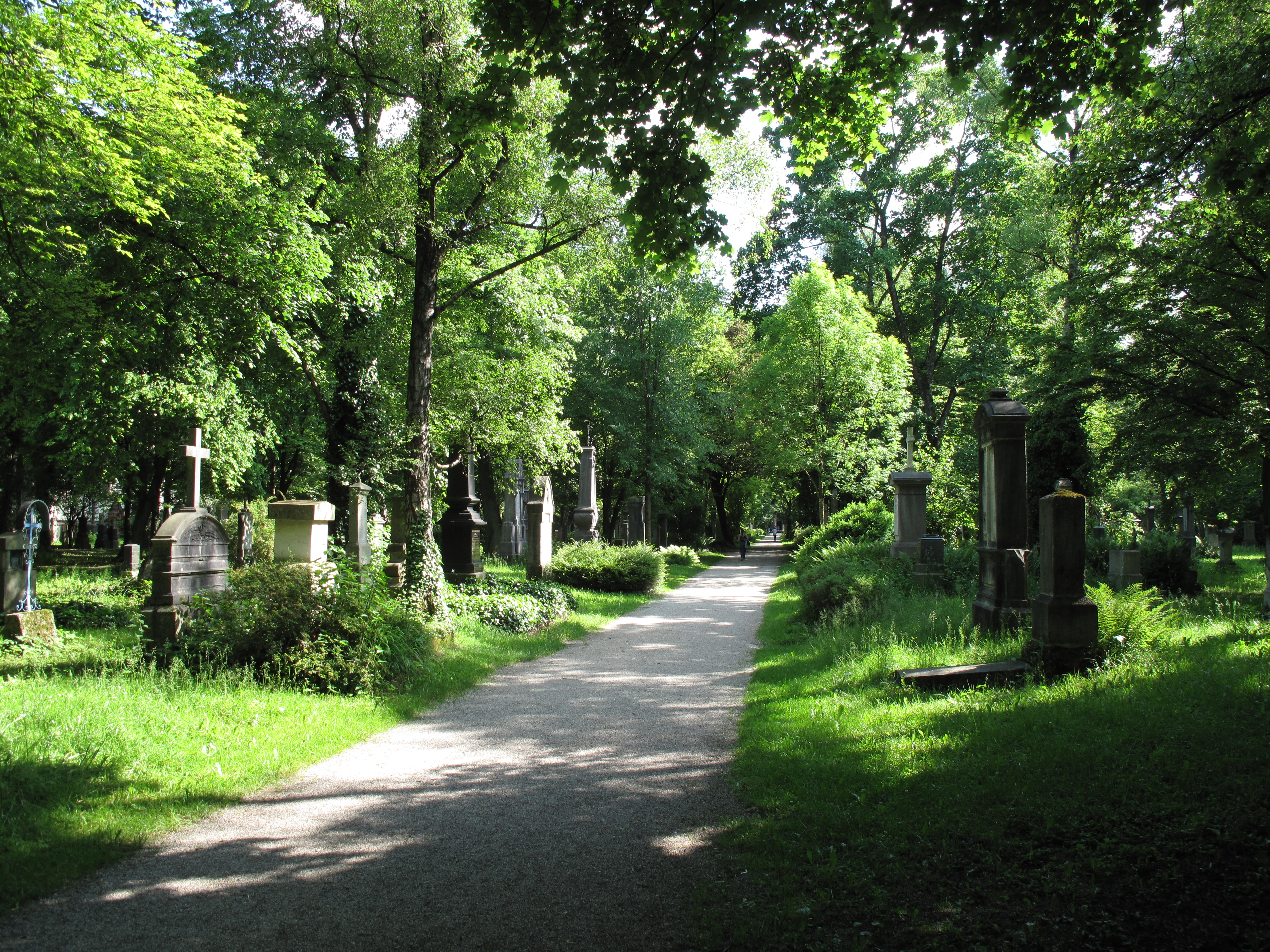
Alter Südlicher Friedhof
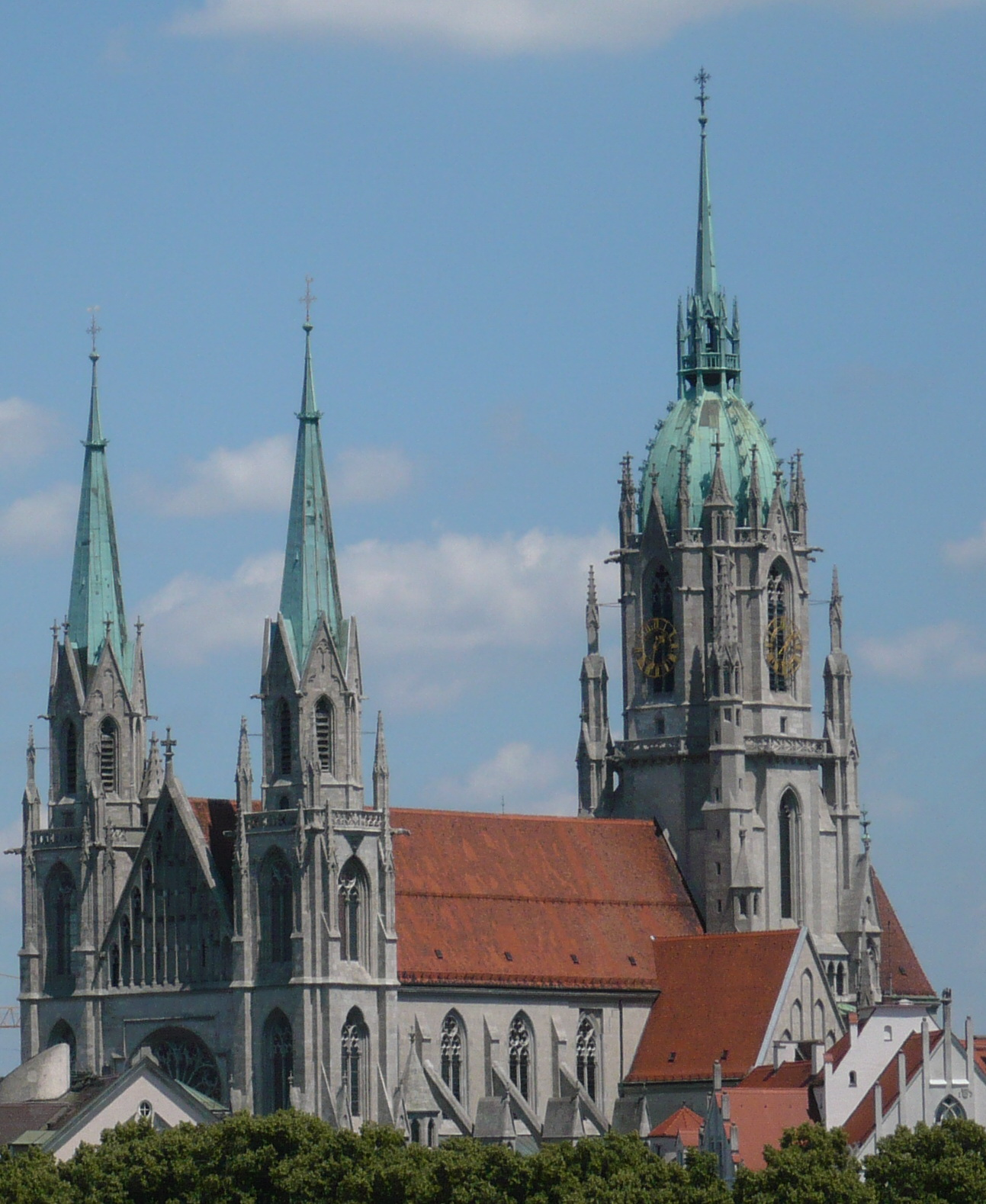
St. Paul
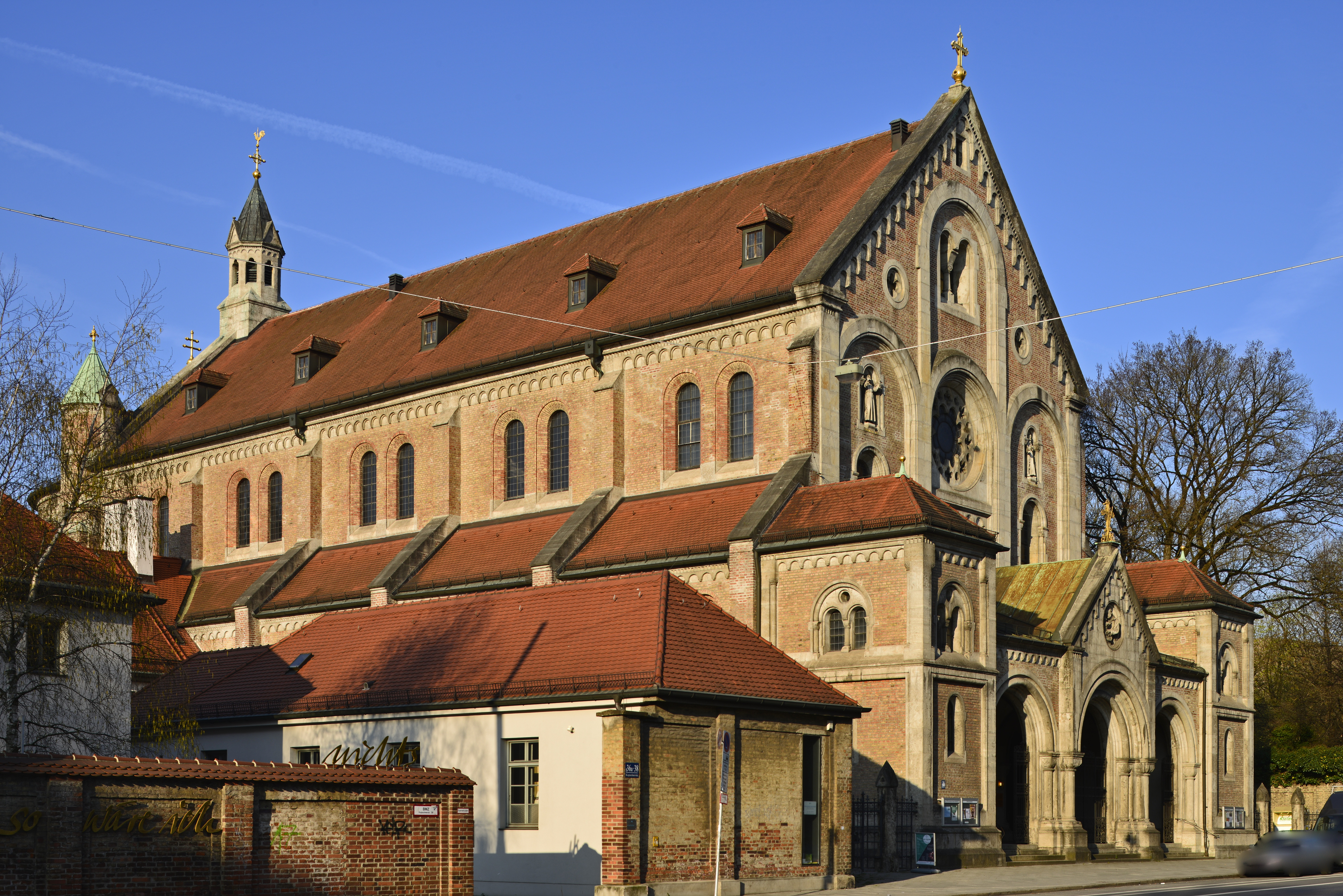
St. Anton in der Kapuzinerstraße
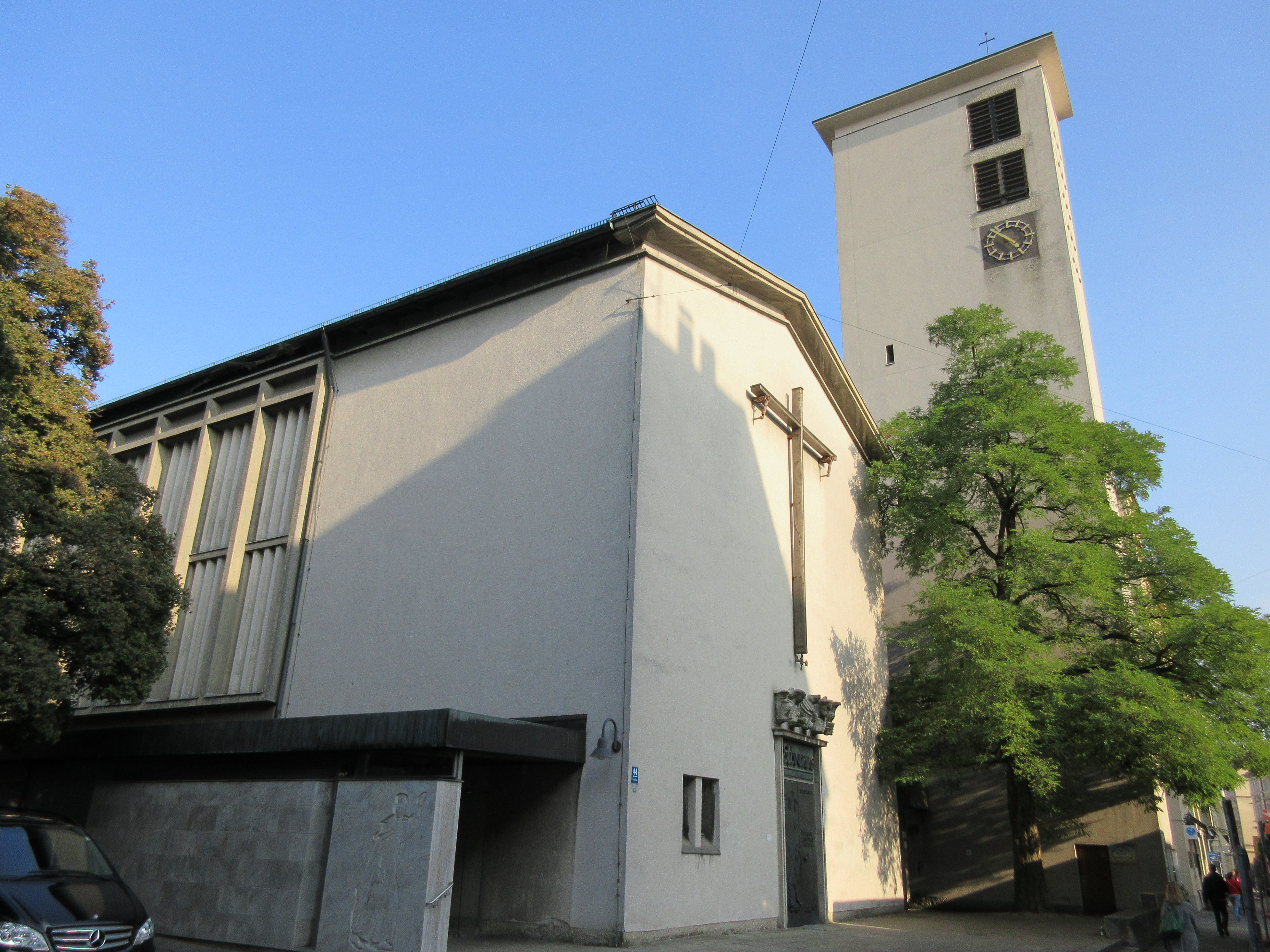
St. Andreas, in der Zenettistraße
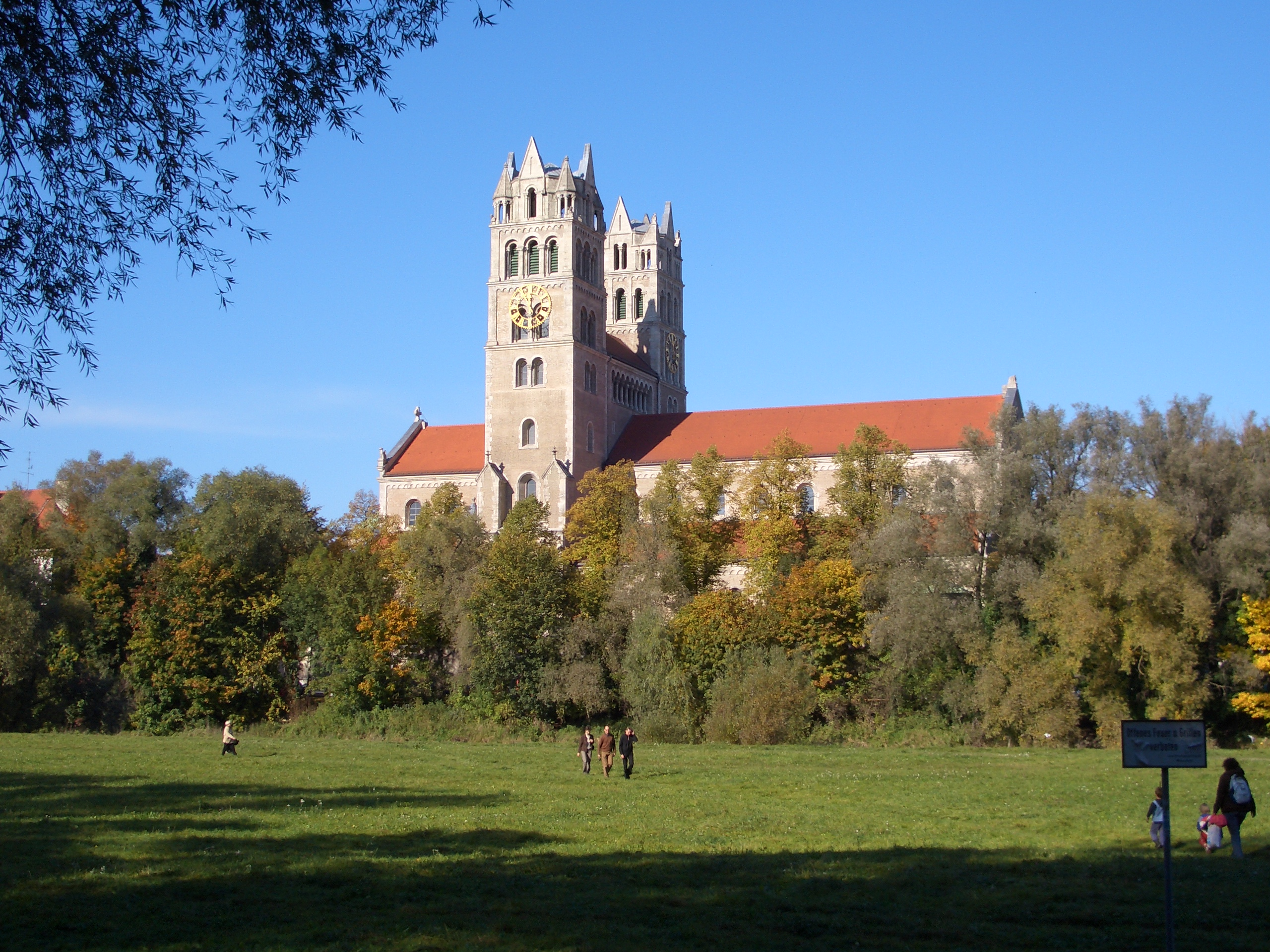
St. Maximilian von den Isarauen gesehen
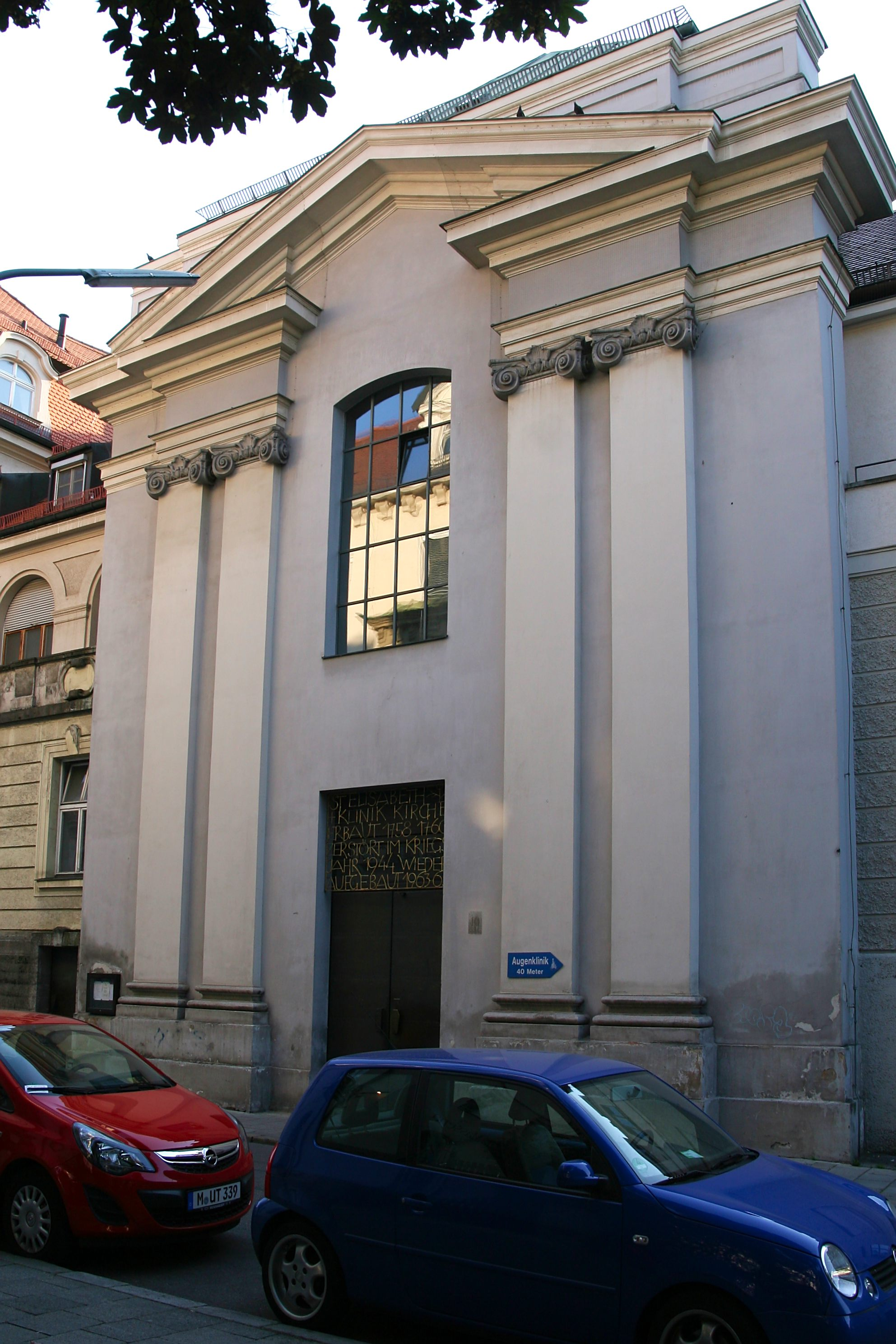
St. Elisabeth in der Mathildenstraße
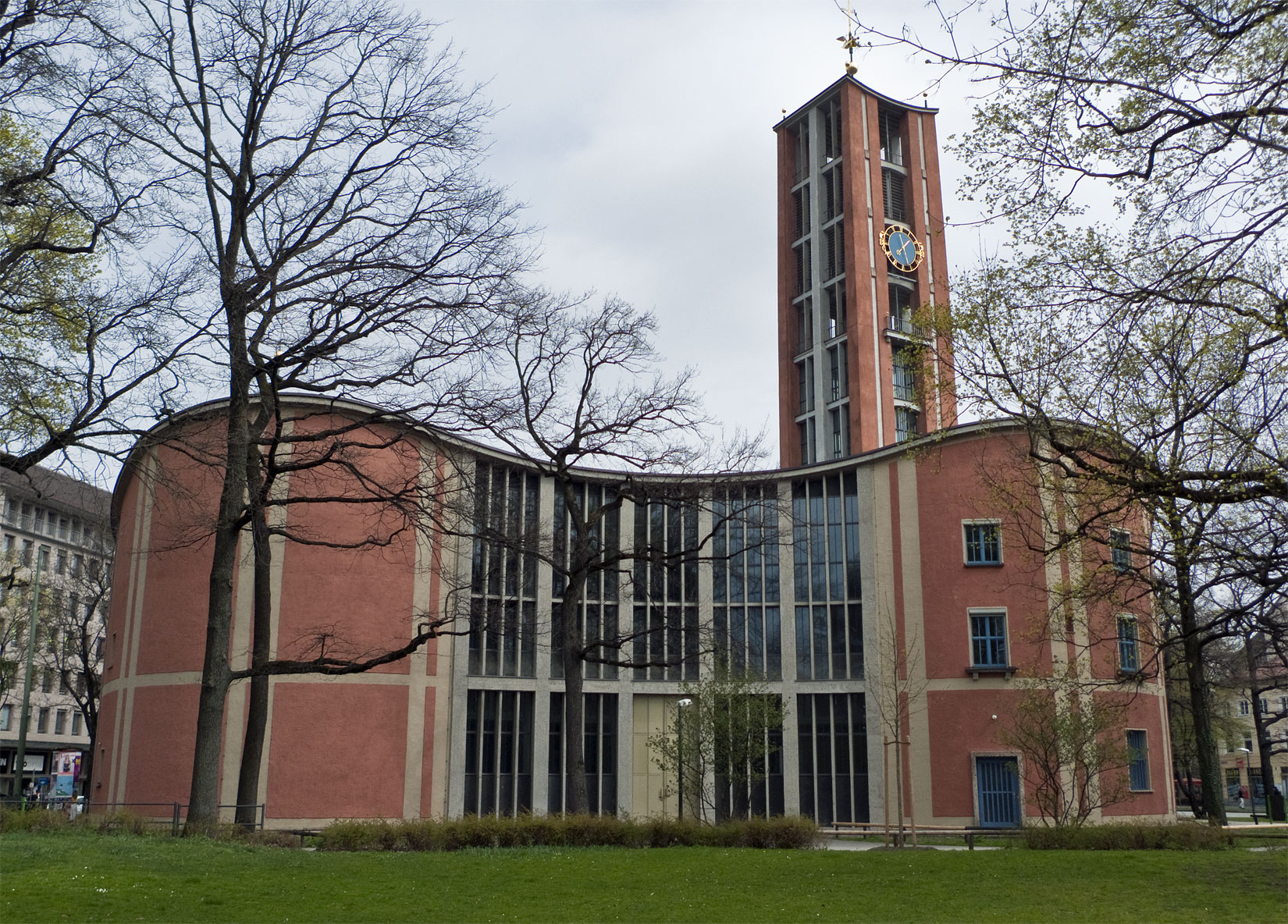
St. Matthäus am Sendlinger Tor Platz
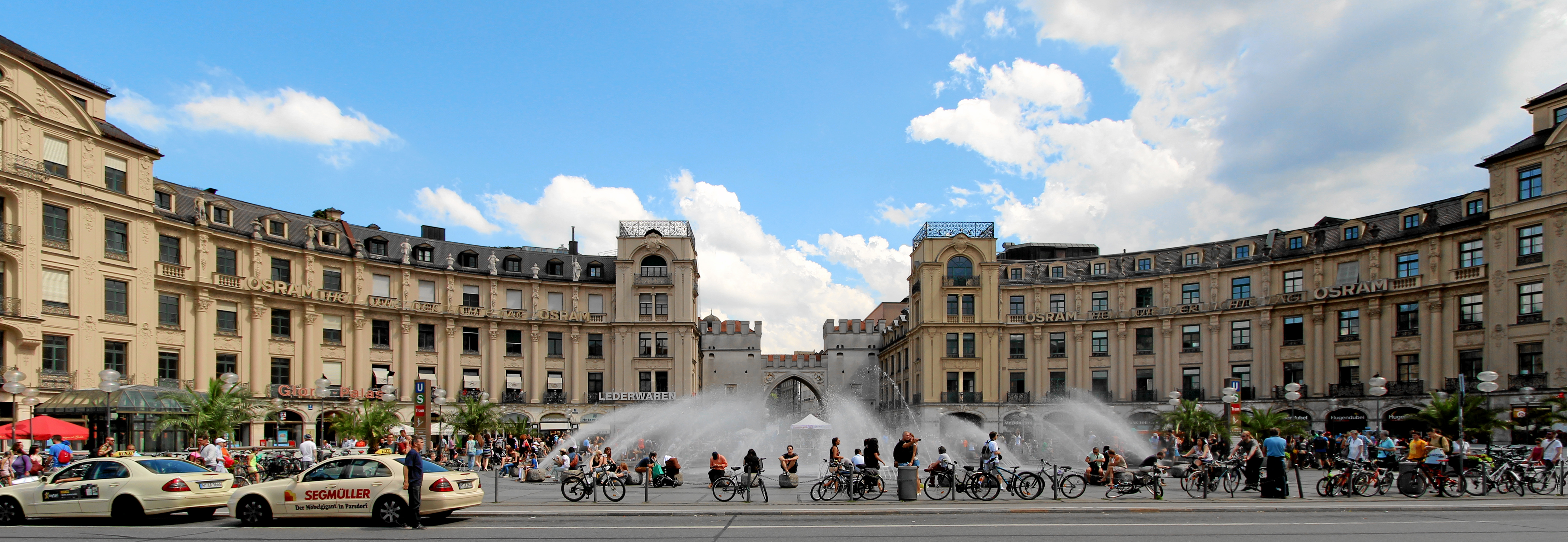
Stachus
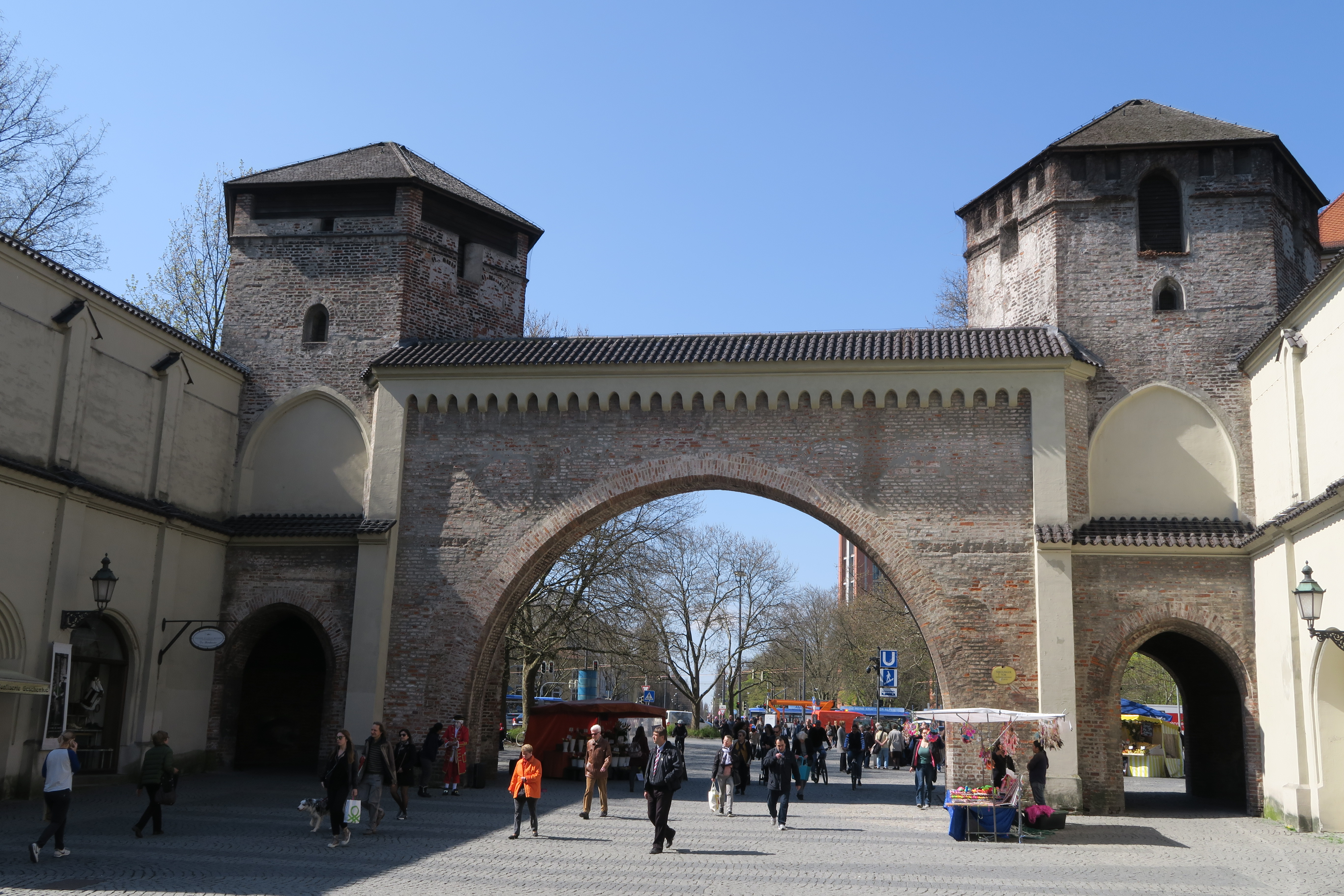
Sendlinger Tor am Sendlinger-Tor-Platz
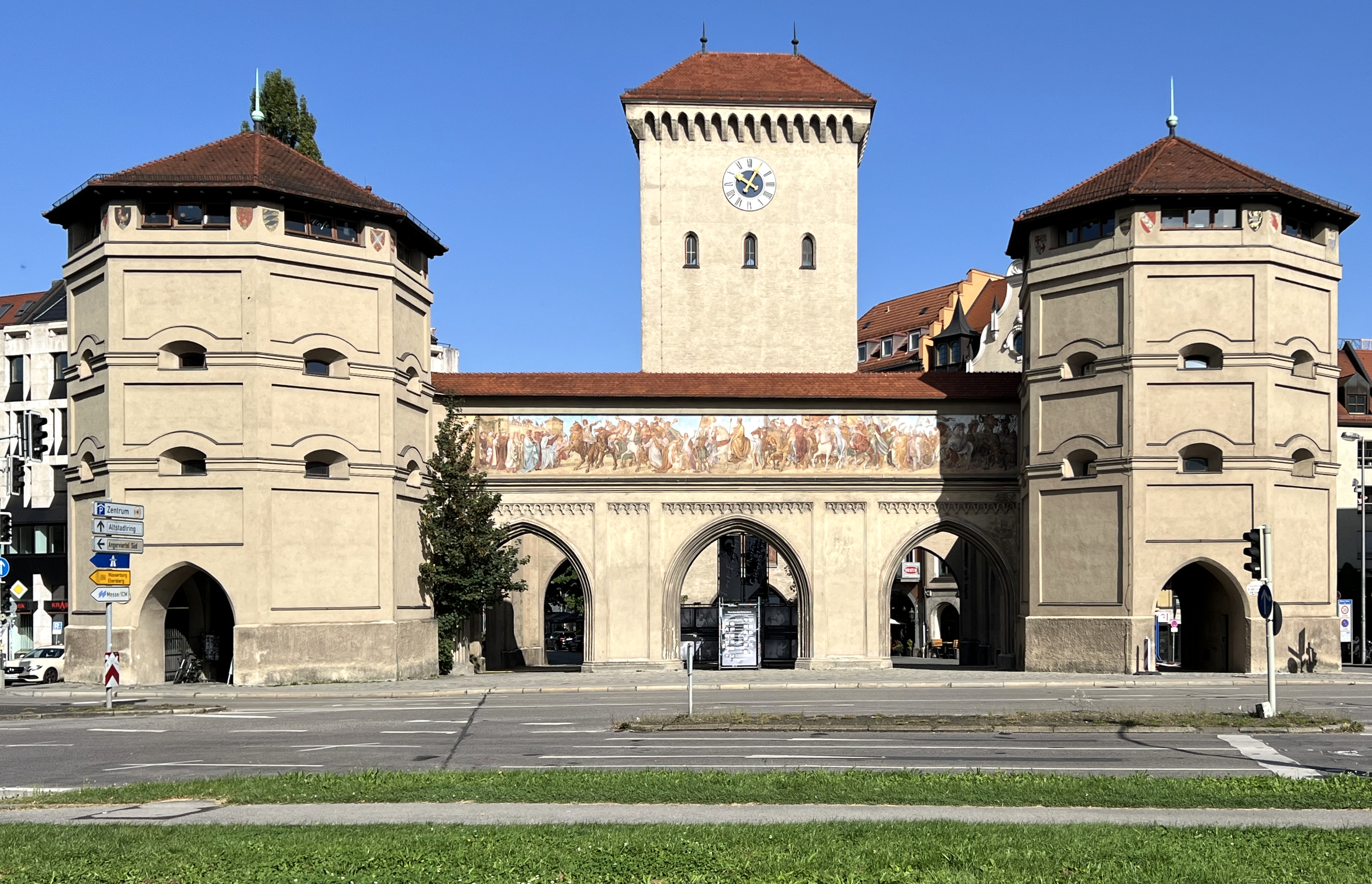
Isartor am Isartor-Platz
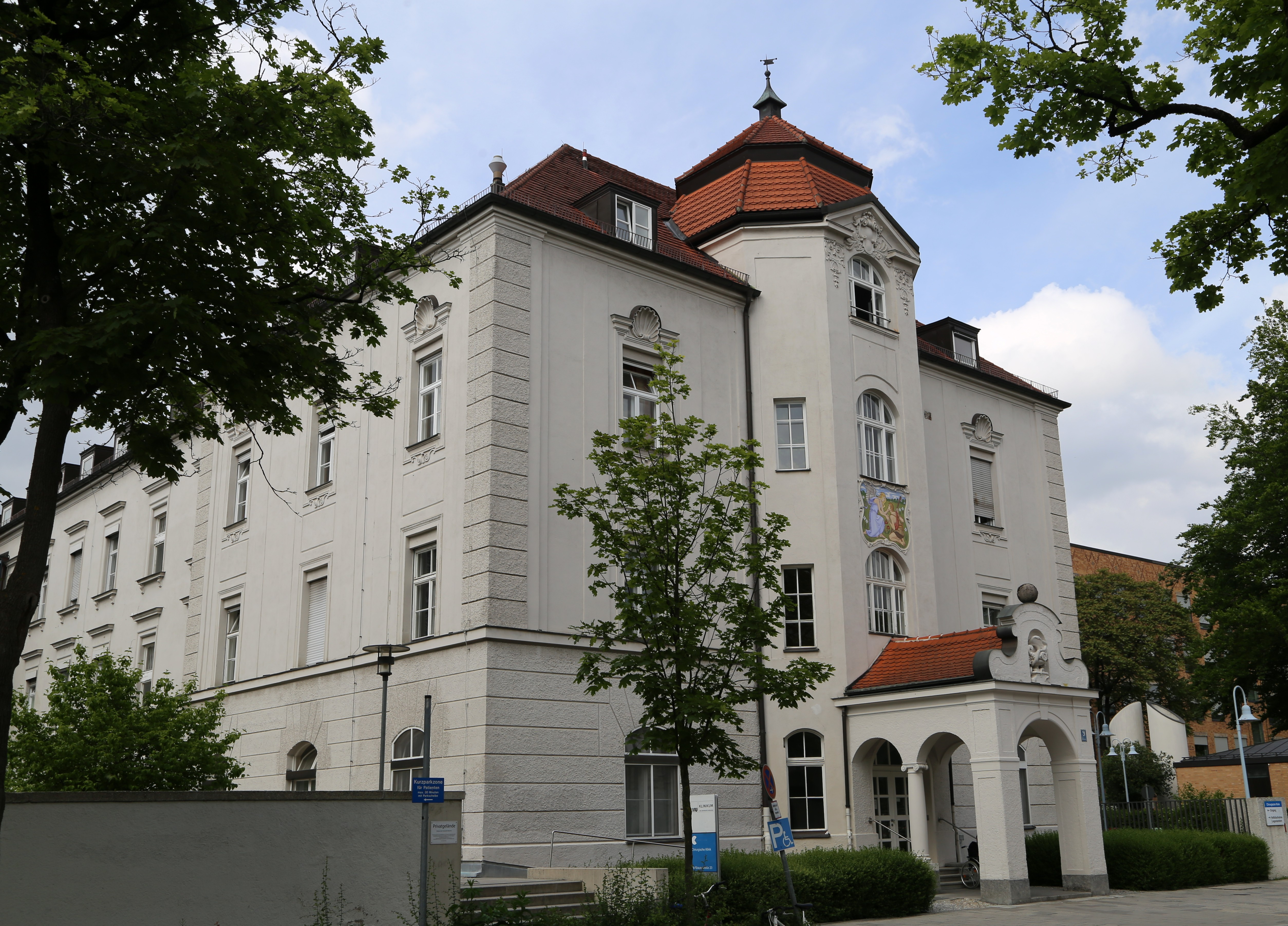
Innenstadtklinik in der Nußbaumstraße

### Baudenkmäler
- Liste der Baudenkmäler in München/Isarvorstadt
- Liste der Baudenkmäler in München/Ludwigsvorstadt

## Stadtteil-Kultur
- Das Münchner Volkstheater, dessen Neubau am 15. Oktober 2021 eröffnet wurde
- Das Kulturzentrum LUISE. Es bietet Raum für Engagement & Kultur: LU steht für Ludwigsvorstadt, I für Isarvorstadt und SE für Sendling[3]
- Der KulturRaum München e. V. ist ein gemeinnütziger Verein, der sich für kulturelle Teilhabe einsetzt. Er vermittelt kostenfreie Eintrittskarten für vielfältige Kulturveranstaltungen an Menschen mit geringem Einkommen[4].
- Das Substanz, ein Lokal mit Kleinkunstbühne, das seinen Ursprung in der Indie-Szene hat.
- Der Technoclub und das alternative Kulturzentrum Bahnwärter Thiel auf dem Gelände des ehemaligen Schlacht- und Viehhofs.
- Kafe Marat, ein linksalternatives, selbstverwaltetes Zentrum in der Thalkirchner Straße 102[5]

## Sportstätten und Vereine
- Der MTV München von 1879 e. V. ist mit mehr als 6.000 Mitgliedern (Stand: 2021) der größte Breitensportverein im Zentrum Münchens. Seine Sparten erzielten in der Vergangenheit zahlreiche nationale und internationale Erfolge.
- Die Volksbühne München e. V. wurde 1918 gegründet mit dem Zweck, preisgünstigen Zugang zu kulturellen Veranstaltungen in München und Umgebung zu ermöglichen. Dazu werden mit Bühnen und Veranstaltern Rahmenverträge geschlossen, die den Vereinsmitgliedern verbilligte Eintrittspreise ermöglichen.
- Das EineWeltHaus ist ein vorwiegend dem Nord-Süd-Dialog gewidmetes Kultur- und Veranstaltungszentrum. Es wurde im Juli 2001 in einer Immobile der Stadt München eröffnet, die das Projekt auch in erheblichem Umfang finanziert. Betreiber ist der Trägerkreis EineWeltHaus München e. V.
- Die Theatergemeinde München (seit 2013 TheaGe – Karten- und Kulturservice) ist ein gemeinnütziger Verein zur Förderung von Kultur und Publikum. Mit rund 25.000 Teilnehmern ist die Organisation die größte Theatergemeinde der Bundesrepublik. Sie besteht mit Unterbrechung seit 1919.
- Das Umweltinstitut München e. V hat das Ziel der Erforschung und Verminderung der Umweltbelastung. Das Umweltinstitut engagiert sich gegen Atomkraft, für die Energiewende, für ökologischen Landbau und den Verbraucherschutz.

## Statistik
(Stand jeweils am 31. Dezember, Einwohner mit Hauptwohnsitz)
| Jahr | Einwohner | davon Ausländer | Einwohner je km² |
| ---- | --------- | --------------- | ---------------- |
| 2000 | 44.451    | 14.301 (32,2 %) | 10.131           |
| 2001 | 44.484    | 14.025 (31,5 %) | 10.139           |
| 2002 | 44.059    | 13.684 (31,1 %) | 10.042           |
| 2003 | 43.637    | 13.293 (30,5 %) | 09.946           |
| 2004 | 43.469    | 12.793 (29,4 %) | 09.908           |
| 2005 | 43.954    | 12.953 (29,5 %) | 10.010           |
| 2006 | 45.736    | 12.797 (28,0 %) | 10.414           |
| 2007 | 46.520    | 12.824 (27,6 %) | 10.592           |
| 2008 | 47.599    | 13.042 (27,4 %) | 10.814           |
| 2009 | 46.446    | 11.944 (25,7 %) | 10.552           |
| 2010 | 47.357    | 12.255 (25,9 %) | 10.759           |
| 2011 | 48.231    | 12.614 (26,2 %) | 10.958           |
| 2012 | 49.657    | 13.604 (27,4 %) | 11.282           |
| 2013 | 50.620    | 14.346 (28,3 %) | 11.501           |
| 2014 | 52.177    | 15.778 (30,2 %) | 11.855           |
| 2015 | 54.049    | 17.138 (31,7 %) | 12.280           |
| 2016 | 54.915    | 17.912 (32,6 %) | 12.477           |
| 2017 | 51.632    | 14.825 (28,7 %) | 11.731           |
| 2018 | 51.644    | 14.654 (28,4 %) | 11.734           |
| 2019 | 51.933    | 14.700 (28,3 %) | 11.799           |
| 2020 | 51.547    | 14.534 (28,2 %) | 11.711           |
| 2021 | 50.943    | 14.144 (27,8 %) | 11.573           |
| 2022 | 50.915    | 14.199 (27,9 %) | 11.567           |
| 2023 | 49.876    | 13.197 (26,5 %) | 11.331           |
| 2024 | 50.081    | 13.275 (26,5 %) | 11.378           |

Quelle mit weiteren Daten

## Politik
- Linke: 2
- SPD: 4
- Rosa Liste: 2
- Grüne: 11
- FDP: 2
- CSU: 4

Der Bezirksausschuss von Ludwigsvorstadt-Isarvorstadt wurde zuletzt am 15. März 2020 gewählt. Von den 38.525 stimmberechtigten Einwohnern in Ludwigsvorstadt-Isarvorstadt haben 20.343 von ihrem Wahlrecht Gebrauch gemacht, womit die Wahlbeteiligung bei 52,8 % lag (2014: 41,0 %) lag. Schon in der vorhergehenden Legislaturperiode hatten Die Grünen und die Rosa Liste eine Fraktionsgemeinschaft gebildet und so gemeinsam zwölf Mandate erreicht, bei der Wahl 2020 dann mit 13 Sitzen sogar die absolute Mehrheit. Zum Bezirksausschussvorsitzenden hatte die konstituierende Versammlung am 7. Mai 2014 Alexander Miklosy (Rosa Liste) gewählt. Nachdem Miklosy im Dezember 2018 verstorben war, wurde im März 2019 Andreas Klose, ebenfalls von der Rosa Liste, als sein Nachfolger gewählt. Miklosy hatte das Amt zwei Jahrzehnte bekleidet.
In der konstituierenden Sitzung am 7. Mai 2020 wählte das Gremium Benoît Blaser, den bisherigen Fraktionsvorsitzenden der Fraktion Grüne/Rosa Liste, einstimmig zum neuen Bezirksausschussvorsitzenden. Damit sitzt dem Gremium erstmals ein Vertreter von Bündnis 90/Grüne vor, der zudem neben der deutschen auch noch die französische Staatsbürgerschaft hat. Auch die beiden Stellvertreter Blasers, Andreas Klose (Rosa Liste) und Barbara Turczynski-Hartje (SPD) wurden jeweils einstimmig gewählt. Organisiert hat sich der Bezirksausschuss für die zukünftige Arbeit in vier Ausschüssen: Kultur, Jugend, Soziales (Vorsitz: Beate Bidjanbeg, SPD) – Planen und Bauen (Vorsitz: Paul Bickelbacher, Grüne) – Öffentlicher Raum und Mobilität (Vorsitz: Claudia Lowitz, Grüne) – Umwelt, Klima, Naherholung (Vorsitz: Victoria von Groddeck, Grüne).
Zusammensetzung des Bezirksausschusses
| Partei | Grüne | SPD | CSU | Rosa Liste | FDP | Die Linke |
| ------ | ----- | --- | --- | ---------- | --- | --------- |
| 2020   | 11    | 4   | 4   | 2          | 2   | 2         |
| 2014   | 09    | 6   | 6   | 3          | 1   |           |
| 2008   | 07    | 7   | 5   | 3          | 1   |           |
| 2002   | 06    | 9   | 7   | 3          |     |           |